# Emilio Zelaya
Emilio José Zelaya (San Miguel de Tucumán, Argentina, 30 de julio de 1987) es un exfutbolista argentino. Jugaba como delantero y último club profesional fue el Ohod Club, de Arabia Saudita.

## Trayectoria

### Inicios
Nacido en San Miguel de Tucumán, surgió de CEF18 de donde fue fichado a los 14 años por Rosario Central, en el club rosarino realizó todas las divisiones inferiores y reservas en el cual ya mostraba su habilidad y la capacidad de convertir goles.

### Rosario Central
Debutó en Primera División el 10 de diciembre de 2006 por el Torneo Apertura de la mano del entonces técnico de Rosario Central, Ángel Tulio Zof. Su primer gol oficial se lo marcó en el mismo partido de cabeza a Colón, partido que finalizó 3:0. De ahí en aquel torneo siguió entrando desde el banco de suplentes sin jugar muchos minutos. 
En 2008, fue la temporada donde más participó en el equipo, siendo titular la mayoría de los partidos marcando goles importantes como a River Plate y a Boca Juniors en La Bombonera. En esa temporada jugó 34 partidos y marcó 6 goles.
En 2009, cuando su equipo jugaba la promoción para no descender, Zelaya convirtió en el empate contra Belgrano de Córdoba y le permitió terminar con un global de 2-1, dejando a Rosario Central en Primera División. Ese año juega 35 partidos y marca 6 tantos. Sin embargo el club ese año desciende de categoría por lo que el Cachi debido a su pésimo desempeño  emigró a otro club.

### Banfield
El 4 de agosto de 2010, firmó un contrato con el Club Atlético Banfield, que lo ligó al club por 1 temporada con el técnico Julio César Falcioni. En el club del interior de Buenos Aires debutó precisamente con el mismo club Colón en el club no marcó muchos goles solo 3 (2 por torneo nacional y 1 por Copa Libertadores) debido a que sufrió una rotura de ligamento cruzado anterior lo que lo imposibilitó de jugar y encontrar la continuidad que esperaba.

### Arsenal de Sarandí
Luego de su paso por Club Atlético Banfield es fichado por Arsenal de Sarandí quien se encontraba dirigido por Gustavo Alfaro, en el viaducto quizás fue su paso más importante como jugador profesional y donde también pudo consolidarse y convertirse en uno de los goleadores y figuras importantes del equipo. El 24 de junio de 2012 Arsenal se coronó campeón del Torneo Clausura 2012, tras derrotar en su estadio al Club Atlético Belgrano por 1 a 0. De esta manera, con 38 puntos, Arsenal obtuvo por un título de Primera División de Argentina primera vez en su historia y el primero que logra Zelaya como jugador. El 7 de noviembre de 2012 en el Estadio Bicentenario Ciudad de Catamarca, Arsenal (ganador del Torneo Clausura 2012) disputó la primera Supercopa Argentina contra Boca Juniors (ganador de la Copa Argentina 2012). En esa final Zelaya jugó los 90 minutos en la delantera con el chileno Gustavo Canales, ese partido finalizó 0-0 teniendo que definir desde el punto del penal, en esa vía convirtió su tiro y así el club obtuvo por primera vez la Supercopa Argentina. Su tercer torneo lo consiguió el 16 de octubre de 2013 por la final de la Copa Argentina 2012/13 el otro equipo era San Lorenzo de Almagro, en aquel partido no ingreso como titular pero si ingreso en el minuto 54 por Jonathan Gómez y convirtió el tercer gol en el minuto 67, finalmente el encuentro terminó 3 a 0 en favor de Arsenal logrando así su tercer título en el club. 
Arsenal de Sarandí se clasifica a su cuarta participación de la Copa Libertadores obteniendo un cupo por consagrarse campeón de la Copa Argentina 2013/14. Todas las participaciones de Arsenal en la Copa fueron bajo la dirección técnica de Gustavo Alfaro. En dicho campeonato participó en solo en 1 como titular los demás ingresando desde el banco de suplentes, sin embargo convirtió un gol a Santos Laguna, quedando eliminados en cuartos de final por Nacional de Paraguay. Luego de esto llega al club Mario Kempes en esa temporada marca 7 goles, pero sufre una lesión importante en los meniscos de la rodilla derecha que lo deja fuera de la canchas por mucho tiempo. Después de su recuperación solo fue suplente en un partido en 2015 contra Club Atlético Aldosivi, poniendo así fin a sus temporadas exitosas e históricas en el club y terminando su vínculo con la institución.

### O'Higgins
El 18 de julio de 2015 se confirmó su llegada a O'Higgins de Chile, siendo esta su primera salida al extranjero, que tiene de técnico a Pablo Sánchez, quien ya lo tuvo en sus inicios en Rosario Central. En el club, solo consiguió anotar 2 goles en un total de 13 partidos, retornando nuevamente a Argentina el 13 de enero de 2016, para llegar en condición de libre a Argentinos Juniors.

### Argentinos Juniors
Con el club de La Paternal, disputó su primer partido oficial, frente a Tigre, en condición de local, el partido culminaría con un empate 1 a 1. En el siguiente encuentro, le tocaba enfrentar a Aldosivi, donde daría 2 asistencias, pero sin la suerte de ganar el partido, ya que este terminaría 3 a 2, a favor del club de Mar del Plata.
Su primer y único gol con la camiseta del ´bicho´ llegaría en la derrota 5 a 1 contra Defensa y Justicia por la Fecha 6 del Torneo Local. Tras los bajos rendimientos del club en el torneo, emigraría para lo que sería su primera experiencia fuera del continente.

## Estadísticas

### Clubes
Actualizado de acuerdo al último partido jugado el 15 de abril de 2023.
| Club                            | Div.          | Temporada     | Liga  | Liga  | Liga   | Copas nacionales | Copas nacionales | Copas nacionales | Torneos internacionales | Torneos internacionales | Torneos internacionales | Total | Total | Total  | Media goleadora |
| Club                            | Div.          | Temporada     | Part. | Goles | Asist. | Part.            | Goles            | Asist.           | Part.                   | Goles                   | Asist.                  | Part. | Goles | Asist. | Media goleadora |
| ------------------------------- | ------------- | ------------- | ----- | ----- | ------ | ---------------- | ---------------- | ---------------- | ----------------------- | ----------------------- | ----------------------- | ----- | ----- | ------ | --------------- |
| C. A. Rosario Central Argentina | 1.ª           | 2005-06       | 3     | 0     | 0      | —                | —                | —                | 2                       | 0                       | 0                       | 5     | 0     | 0      | 0.00            |
| C. A. Rosario Central Argentina | 1.ª           | 2006-07       | 11    | 3     | 0      | —                | —                | —                | —                       | —                       | —                       | 11    | 3     | 0      | 0.27            |
| C. A. Rosario Central Argentina | 1.ª           | 2007-08       | 26    | 5     | 6      | —                | —                | —                | —                       | —                       | —                       | 26    | 5     | 6      | 0.19            |
| C. A. Rosario Central Argentina | 1.ª           | 2008-09       | 36    | 7     | 5      | —                | —                | —                | —                       | —                       | —                       | 36    | 7     | 5      | 0.19            |
| C. A. Rosario Central Argentina | 1.ª           | 2009-10       | 36    | 6     | 3      | —                | —                | —                | —                       | —                       | —                       | 36    | 6     | 3      | 0.17            |
| C. A. Rosario Central Argentina | Total club    | Total club    | 112   | 21    | 14     | 0                | 0                | 0                | 2                       | 0                       | 0                       | 114   | 21    | 14     | 0.18            |
| C. A. Banfield Argentina        | 1.ª           | 2010-11       | 11    | 2     | 0      | —                | —                | —                | 2                       | 1                       | 0                       | 13    | 3     | 0      | 0.23            |
| C. A. Banfield Argentina        | Total club    | Total club    | 11    | 2     | 0      | 0                | 0                | 0                | 2                       | 1                       | 0                       | 13    | 3     | 0      | 0.23            |
| Arsenal de Sarandí Argentina    | 1.ª           | 2011-12       | 32    | 10    | 0      | —                | —                | —                | 11                      | 2                       | 0                       | 43    | 12    | 0      | 0.28            |
| Arsenal de Sarandí Argentina    | 1.ª           | 2012-13       | 19    | 4     | 0      | 2                | 1                | 0                | 1                       | 0                       | 0                       | 22    | 5     | 0      | 0.23            |
| Arsenal de Sarandí Argentina    | 1.ª           | 2013-14       | 23    | 1     | 1      | 1                | 0                | 0                | 8                       | 1                       | 0                       | 32    | 2     | 1      | 0.06            |
| Arsenal de Sarandí Argentina    | 1.ª           | 2014          | 18    | 7     | 2      | —                | —                | —                | —                       | —                       | —                       | 18    | 7     | 2      | 0.39            |
| Arsenal de Sarandí Argentina    | Total club    | Total club    | 92    | 22    | 3      | 3                | 1                | 0                | 20                      | 3                       | 0                       | 115   | 26    | 3      | 0.23            |
| C. D. O'Higgins · Chile         | 1.ª           | 2015-16       | 13    | 2     | 1      | 4                | 1                | 0                | —                       | —                       | —                       | 17    | 3     | 1      | 0.18            |
| C. D. O'Higgins · Chile         | Total club    | Total club    | 13    | 2     | 1      | 4                | 1                | 0                | 0                       | 0                       | 0                       | 17    | 3     | 1      | 0.18            |
| Argentinos Juniors Argentina    | 1.ª           | 2016          | 14    | 1     | 4      | —                | —                | —                | —                       | —                       | —                       | 14    | 1     | 4      | 0.07            |
| Argentinos Juniors Argentina    | Total club    | Total club    | 14    | 1     | 4      | 0                | 0                | 0                | 0                       | 0                       | 0                       | 14    | 1     | 4      | 0.07            |
| Ethnikos Achnas Chipre          | 1.ª           | 2016-17       | 30    | 15    | 7      | 2                | 1                | 0                | —                       | —                       | —                       | 32    | 16    | 7      | 0.50            |
| Ethnikos Achnas Chipre          | Total club    | Total club    | 30    | 15    | 7      | 2                | 1                | 0                | 0                       | 0                       | 0                       | 32    | 16    | 7      | 0.50            |
| Apollon Limassol Chipre         | 1.ª           | 2017-18       | 32    | 17    | 6      | 8                | 3                | 0                | 11                      | 2                       | 0                       | 51    | 22    | 6      | 0.43            |
| Apollon Limassol Chipre         | 1.ª           | 2018-19       | 26    | 10    | 0      | 4                | 0                | 0                | 10                      | 6                       | 0                       | 40    | 16    | 0      | 0.40            |
| Apollon Limassol Chipre         | 1.ª           | 2019-20       | 12    | 8     | 0      | —                | —                | —                | 7                       | 5                       | 1                       | 19    | 13    | 1      | 0.68            |
| Apollon Limassol Chipre         | Total club    | Total club    | 70    | 35    | 6      | 12               | 3                | 0                | 28                      | 13                      | 1                       | 110   | 51    | 7      | 0.46            |
| Damac Club Arabia Saudita       | 1.ª           | 2019-20       | 16    | 13    | 0      | —                | —                | —                | —                       | —                       | —                       | 16    | 13    | 0      | 0.81            |
| Damac Club Arabia Saudita       | 1.ª           | 2020-21       | 28    | 19    | 1      | 1                | 1                | 0                | —                       | —                       | —                       | 29    | 20    | 1      | 0.69            |
| Damac Club Arabia Saudita       | 1.ª           | 2021-22       | 27    | 13    | 1      | 1                | 0                | 0                | —                       | —                       | —                       | 28    | 13    | 1      | 0.46            |
| Damac Club Arabia Saudita       | Total club    | Total club    | 71    | 45    | 2      | 2                | 1                | 0                | 0                       | 0                       | 0                       | 73    | 46    | 2      | 0.63            |
| Karmiotissa Polemidion Chipre   | 1.ª           | 2022-23       | 15    | 3     | 0      | 1                | 0                | 0                | —                       | —                       | —                       | 16    | 3     | 0      | 0.19            |
| Karmiotissa Polemidion Chipre   | Total club    | Total club    | 15    | 3     | 0      | 1                | 0                | 0                | 0                       | 0                       | 0                       | 16    | 3     | 0      | 0.19            |
| Ohod Club Arabia Saudita        | 2.ª           | 2022-23       | 15    | 1     | 2      | —                | —                | —                | —                       | —                       | —                       | 15    | 1     | 2      | 0.11            |
| Ohod Club Arabia Saudita        | Total club    | Total club    | 15    | 1     | 2      | 0                | 0                | 0                | 0                       | 0                       | 0                       | 15    | 1     | 2      | 0.11            |
| Total carrera                   | Total carrera | Total carrera | 443   | 147   | 39     | 24               | 6                | 0                | 52                      | 17                      | 1                       | 520   | 170   | 40     | 0.33            |
| 1. 2. 3.                        |               |               |       |       |        |                  |                  |                  |                         |                         |                         |       |       |        |                 |

## Palmarés

### Títulos nacionales
| Título              | Club               | País      | Año     |
| ------------------- | ------------------ | --------- | ------- |
| Primera División    | Arsenal de Sarandí | Argentina | C-2012  |
| Supercopa Argentina | Arsenal de Sarandí | Argentina | 2012    |
| Copa Argentina      | Arsenal de Sarandí | Argentina | 2012-13 |
| Supercopa de Chipre | Apollon Limassol   | Chipre    | 2017    |